# NGC 172

NGC 172

NGC 172 هي مجرة تتبع كوكبة قيطس. اكتشفها فرانك مولر في 1886.

## روابط خارجية
- NGC 172 على موقع ويكي سكاي: DSS2, SDSS, GALEX, IRAS, Hydrogen α, X-Ray, Astrophoto, Sky Map, Articles and images